# Ampang
Ampang es una localidad de Malasia situada en la frontera entre Kuala Lumpur y el estado de Selangor. La división se efectuó tras la declaración de la capital como territorio federal en 1974. A la sección situada en Selangor se la conoce como Ampang Jaya, que en 2009 se calcula ha superado los 750.000 habitantes.
El principal grupo étnico de la ciudad son los malayos con un 52% del total, seguidos por los habitantes de origen chino que constituyen un 28%. Los indios constituyen el 20% restante.